# Феаки
Феа́ки, фиаки́йцы (др.-греч. Φαίᾱκες, Φαίηκες, лат. Phaeaces) — народ в древнегреческой мифологии, живший на острове Схерия (др.-греч. Σχερίη или Σχερία, ассоциируется с современным Керкира). Феаки упоминаются в «Одиссее» Гомера. Считались одним из блаженных народов, близких к богам, как и гипербореи, эфиопы, лотофаги. Считалось, что этому народу покровительствовал Посейдон. Феаки верили также в Зевса, Афину, Гермеса и прочих богов древнегреческого пантеона. Феаки были хорошими мореплавателями, их корабли были снабжены системой навигации, позволяющей не теряться в буре или тумане.
Получили своё название от Феака, сына Керкиры и Посейдона и отца Алкиноя.
Описание жизни этого народа — постоянный праздник, без ссор, раздоров, власть царя, ограниченная советом 12 старейшин, — вероятно, было образом жизни неземной. В образе жизни и менталитете феаков прослеживается утопичность.
Согласно «Одиссее» Гомера, корабли феаков не имели рулей, так как могли понимать мысли кормщиков и сами плыли по мысленно указанным маршрутам.